# جيني غولدستاين
جيني غولدستاين (بالإنجليزية: Jennie Goldstein)‏ هي ممثلة أمريكية، ولدت في 1896 في مانهاتن في الولايات المتحدة، وتوفيت في 9 فبراير 1960.

## وصلات خارجية
- جيني غولدستاين على موقع IMDb (الإنجليزية)
- جيني غولدستاين على موقع قاعدة بيانات برودواي على الإنترنت (الإنجليزية)